# Droga wojewódzka 383
Die Droga wojewódzka 383 (DW 383) ist eine 29 Kilometer lange Droga wojewódzka (Woiwodschaftsstraße) in der polnischen Woiwodschaft Niederschlesien, die Jedlina-Zdrój mit Dzierżoniówverbindet. Die Strecke liegt im Powiat Wałbrzyski und im Powiat Dzierżoniowski.

## Streckenverlauf
Woiwodschaft Niederschlesien, Powiat Wałbrzyski
-  Jedlina-Zdrój (Bad Charlottenbrunn) (DW 381)
- Olszyniec (Erlenbusch, Nieder Tannhausen)
- Jugowice (Hausdorf)
- Walim (Wüstewaltersdorf)

Woiwodschaft Niederschlesien, Powiat Dzierżoniowski
- Rościszów (Steinseifersdorf)
- Pieszyce (Peterswaldau)
-  Dzierżoniów (Reichenbach im Eulengebirge) (DW 382, DW 384)